# Cirrodoce cristata
Cirrodoce cristata är en ringmaskart som beskrevs av Hartman och Fauchald 1971. Cirrodoce cristata ingår i släktet Cirrodoce och familjen Phyllodocidae. Inga underarter finns listade i Catalogue of Life.